# ま
En la escritura japonesa, los caracteres silábicos (o, con más propiedad, moraicos) ま (hiragana) y マ (katakana) ocupan el 31.er lugar en el sistema moderno de ordenación alfabética gojūon (五十音), entre ほ y み; y el 30.º en el poema iroha, entre や y け. En la tabla a la derecha, que sigue el orden gojūon (por columnas, y de derecha a izquierda), se encuentra en la séptima columna (a la que da nombre: ま行, "columna MA") y la primera fila (あ段, "fila A").
Tanto ま como マ provienen del kanji 末.

## Romanización
Según los sistemas de romanización Hepburn, Kunrei-shiki y Nihon-shiki, ま, マ se romanizan como "ma".

## Escritura
| Escritura de ま | Escritura de マ |

El carácter ま se escribe con tres trazos:
1. Trazo horizontal.
2. Trazo horizontal debajo del primero.
3. Trazo que empieza siendo vertical de arriba abajo y termina girando a la izquierda y formando un bucle.

El carácter マ se escribe con dos trazos:
1. Trazo horizontal que se tuerce hacia abajo a la izquierda.
2. Trazo diagonal corto hacia abajo a la derecha.

## Otras representaciones
- Sistema Braille:
| ●－ －● ●● |
- Alfabeto fonético: 「マッチのマ」 ("el ma de matchi", donde matchi significa cerilla)
- Código Morse: －・・－

- Datos: Q40736
- Multimedia: ま / Q40736